# جولی ریچاردز
جولی ریچاردز (انگلیسی: Julie Richards؛ زادهٔ september ۲۶, ۱۹۷۰ (۵۴ سال)) ورزشکار اهل ایالات متحده آمریکا است.
وی در مسابقات کشوری و بین‌المللی در مجموع برندهٔ ۱ مدال برنز شده‌است.